# Quiché (departament)
Quiché (El Quiché) – jeden z 22 departamentów Gwatemali, położony w północno - środkowej części kraju. Jest jednym z większych departamentów. Stolicą departamentu jest miasto Santa Cruz del Quiché. W skład departamentu wchodzi 21 gmin (municipios). Departament graniczy na północy granicą państwową z Meksykiem, na wschodzie z departamentami Alta Verapaz i Baja Verapaz na południu Chimaltenango i Sololá na zachodzie z departamentami Totonicapán i Huehuetenango. 

Najważniejszymi miastami w departamencie oprócz stołecznego są Chajul, Uspantán i Sacapulas. Departament ma charakter górzysty o średnim wyniesieniu nad poziom morza wynoszącym 2021 m i o umiarkowanym do chłodnego klimacie. 

## Przypisy

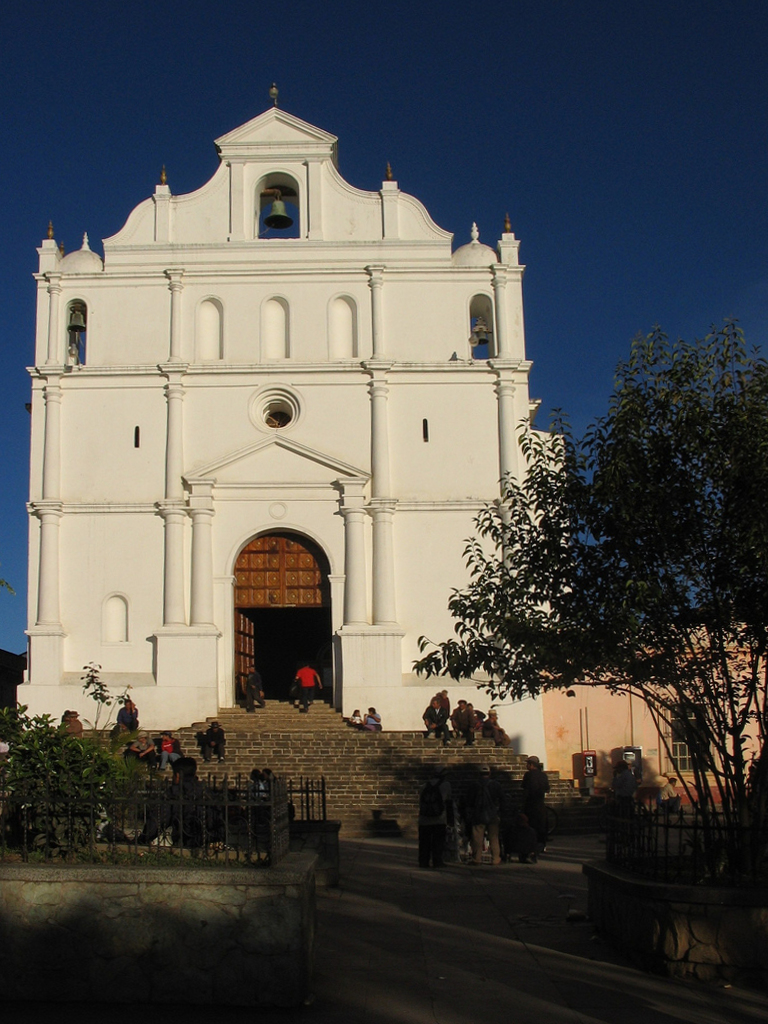
Katedra w Santa Cruz del Quiché

## Podział departamentu
W skład departamentu wchodzi 21 gmin (municipios).
1. Santa Cruz del Quiché
2. Canillá
3. Chajul
4. Chicamán
5. Chiché
6. Chichicastenango
7. Chinique
8. Cunén
9. Ixcán
10. Joyabaj
11. Nebaj
12. Pachalum
13. Patzité
14. Sacapulas
15. San Andrés Sajcabajá
16. San Antonio Ilotenango
17. San Bartolomé Jocotenango
18. San Juan Cotzal
19. San Pedro Jocopilas
20. Uspantán
21. Zacualpa